# 曉士兵團
曉士兵團（英語：Hughesiliers），也有譯作休斯兵團，是一支預備抵抗日軍入侵香港而於1940年成立的香港本地民兵，成員由居住在香港的外籍人士自願組成，包括來自超過兵役年齡的英國人，其他居港的同盟國及中立國僑民。曉士兵團的成員大多有55歲或以上，故此被戲稱爲「老人兵團」，但是組成兵團的成員大部分是退伍軍人，當中有不少成員曾經參加一次大戰或西班牙內戰，甚至具備波耳戰爭的作戰經驗。該支部隊之名取自阿瑟·威廉·休斯（Arthur William Hughes），生於1883年的休斯，曾任香港義勇防衛軍指揮官及香港立法局非官守議員，英文名中的（Hughes）被翻譯成「曉士」，因此該支義勇軍部隊被稱爲「曉士兵團」，而領軍的是曾任怡和洋行大班的行政及立法兩局議員百德新。

## 參戰經歷

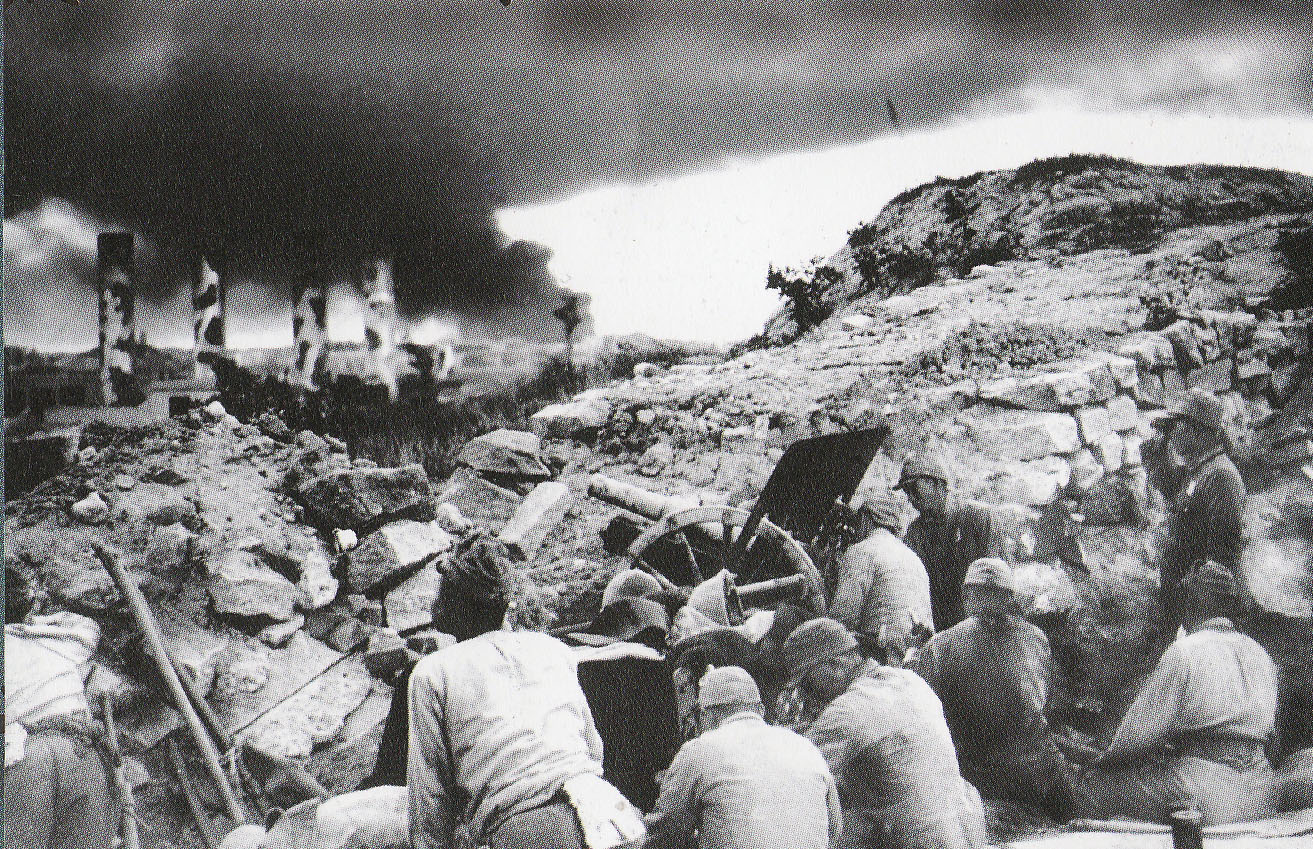
日軍圍攻北角發電廠（圖中靠左有煙囪的位置）時遭到曉士兵團頑強抵抗，由日本戰地記者拍攝的照片可見，日軍當時出動砲兵轟擊香港守軍在發電廠的據點

日軍在1941年12月8日清晨入侵香港，太平洋戰爭中的香港戰役爆發，曉士兵團接受駐港英軍司令莫德庇的統一指揮，並且被編入香港義勇防衛軍，成爲其下的民兵部隊。曉士兵團雖主要由老年人組成，編制的人數也未達到一個連，但獲委以重任，協助駐守香港島的重要據點——北角發電廠。日軍在12月13日攻佔九龍後，便多次隔海炮轟發電廠。當時在北角發電廠防守的曉士兵團，包括百德新少校在內，共有4名軍官及66名各級成員，當中有22人是香港電燈公司的雇員、7人是太古船塢的海事工程人員、17人是九龍淪陷後加入的中華電力公司技師、6名自由法國士兵及2名自由法國軍官，還有賽馬會主席皮亞士，而最年長的成員是年屆77歲，曾於香港會任職秘書的德輔從男爵（Baronets Edward des Voeux）。
日軍於12月18日晚上登陸香港島，在北角登陸的日軍第230聯隊第2大隊隨後進攻北角發電廠，但遭遇駐守發電廠的曉士兵團頑強抵抗，使日軍攻勢受阻，被迫改道往賽西湖前進。曉士兵團於12月19日凌晨主動出擊，派出突擊隊到炮台山道突襲日軍砲兵，將砲兵陣地摧毀，並擊斃兩個日軍砲兵小隊隊長，但北角發電廠在12月19日早上終被日軍重重包圍，曉士兵團在突圍時與日軍在英皇道及電氣道爆發巷戰，期間互有死傷，百德新與同僚為免造成平民傷亡，決定退出民居。百德新在日軍包圍下，彈藥用盡，於當日下午4時半左右向日軍投降。
曉士兵團在香港戰役中有近半數成員死傷，當中有18人陣亡，包括58歲的香港賽馬會主席皮亞士、77歲的德輔從男爵，他們大部分都是在12月19日於北角發電廠及炮台山對抗日軍的戰鬥中戰死，還有13位成員受傷，而被俘的成員也在日軍的戰俘營受盡身心煎熬。由於曉士兵團的成員於1941年12月受傷及被俘時，都已經年邁或即將踏入晚年，即使挨過三年零八個月的日佔時期，撐到1945年8月香港重光而重獲自由，但因爲被拘留期間營養不良，傷病又缺乏藥物治療，所以健康都受到損害。戰後，有部分成員選擇返回家鄉或前往他處渡過餘生，也有成員繼續留在香港，並且協助自己先前任職的企業重振在戰後的業務。